# 浦添倉庫
浦添倉庫 (うらそえそうこ 英語 Urasoe Warehouse) は、沖縄県浦添市字勢理客にあり、牧港補給地区 (キャンプ・キンザー) に隣接する米軍基地。沖縄返還協定での施設番号はFAC6059。1975年に返還された。現在、沖縄食糧（株）の本社と倉庫がある。

## 概要
浦添倉庫はアメリカ陸軍の倉庫として使用されていた。
場所: 沖縄県浦添市字勢理客四丁目
面積: 約5,900m2 (1972年時点)
年月日不明 陸軍の倉庫として使用。
1972年5月15日、沖縄返還協定の了解覚書A表により、日本政府が「浦添倉庫」として米軍に提供。使用目的は倉庫。
- 旧称: 「陸軍戦略通信部倉庫」Army STRATCOM Warehouse
- 改称: 「浦添倉庫」Urasoe Warehouse[2]

1973年6月30日、約3,000m2が返還される。
1975年1月31日、残りの約3,000m2が返還される。

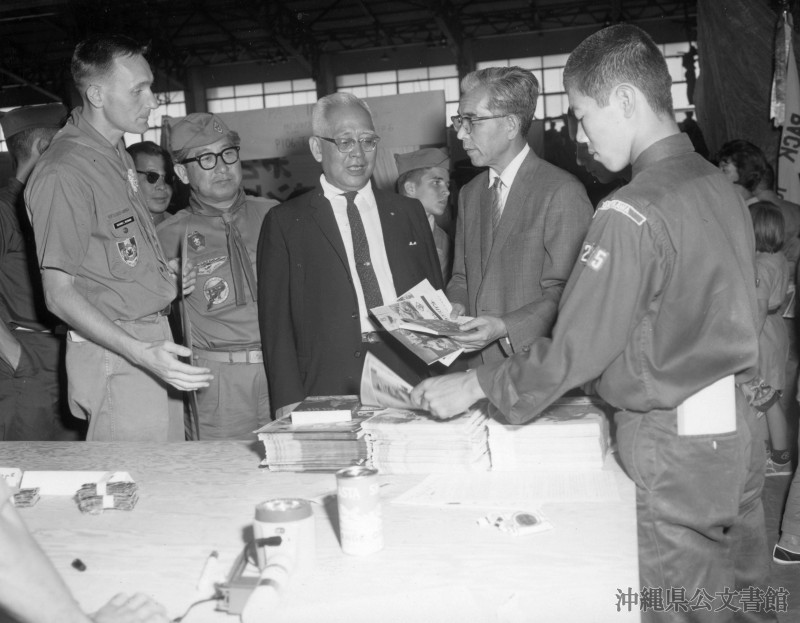
竹内和三郎

## 沖縄食糧
沖縄食糧（株）は沖縄県で最大規模の米の卸売業者。
1945年、戦後の沖縄の米穀政策は、県民が沖縄県内各地の民間人収容所に収容され、コメは米軍の配給に頼るしかなかった。また米軍の配給割り当てが恣意的であり、物資補給地点から遠い収容所では食糧不足が深刻で餓死者も多かった。竹内和三郎は北部の極めて食糧確保が困難な北部の田井等収容所の倉庫長として経験を積み、天願中央倉庫長、那覇中央倉庫長を務めた。
1950年7月1日、米軍政府下の食糧配給機構を民営の卸小売業者に委託する形で、「沖縄食糧」が竹内和三郎によって創設された。
配給される米はカリフォルニア米で、しかもその30%は砕米であったり、小石が混じったりしていたりしていただけではなく、国際米穀供給が不足する年には最低限の県民の需要量を確保することも困難であり、食糧不足は深刻であった。そのため竹内はビルマの政府首脳に直談判し、ビルマ米3万トンの獲得に成功した。1953年以降は、琉球政府がビルマ政府と長期契約を結ぶことで、安定したコメの供給が可能になった。日本の米は食糧管理法により輸出することができないため、戦後の沖縄では日本産米の仕入れは不可能であった。
1955年、当時は米軍基地内であった現在の勢理客 (じっちゃく) 四丁目に保管倉庫、精米工場、本社屋等を完成させ移転する。3棟の穀物倉庫は、沖縄の住民全ての食糧を確保するべく建設された巨大なもので、県民人口の3か月分にあたる約2万5千トンの米を保管することができた。1955年の写真 (写真1) では、ムニッツアー将軍と竹内和三郎が倉庫前の記念碑と共に写真に写っている。記念碑には「この構内にある沖縄食糧の諸設備は、アメリカ琉球民政府援助により建設されたもので、米国の琉球に対する好意の何よりの象徴である」と記されている。
1969年12月、沖縄の本土復帰の話が現実となると、戦後はじめて日本の米が沖縄に輸入された。1972年の本土復帰と共に、日本政府が管理する米が沖縄で本格的に販売されるようになるが、当初は等級3類以下の米が主流だった。
1975年1月31日、米軍基地の軍用地が解除され、5,900m2 の土地が返還される。
2022年、沖縄復帰50周年を記念した沖縄テレビ番組で、戦後の困難な時代を切り開いた食のチューバー(強者)として竹内和三郎がドラマ化された。